# هاینتس بارویش
هاینتس بارویش (انگلیسی: Heinz Barwich؛ زاده ۲۲ ژوئیه ۱۹۱۱ درگذشته ۱۰ آوریل ۱۹۶۶) یک فیزیک‌دان اهل آلمان بود.